# Вортицизм
Вортицизм (англ. Vorticism) — направление авангардистского искусства начала XX столетия в Англии, близкое к футуризму.

## История
Вортицизм представлял собой исключительно английское культурное явление, английскую ветвь модернизма, и в равной степени противостоял как импрессионизму, так и классической художественной традиции. Предтечей вортицистов был английский художник Роджер Фрай, проложивший им дорогу своими выставками «Мане и пост-импрессионисты» в 1910 году и «Вторая пост-импрессионистская выставка английских, французских и русских художников» в 1912 году.
Большое влияние на формирование вортицизма оказал итальянский футуризм. В 1910 году в Лондон приезжает Ф. Т. Маринетти и выступает с лекциями о футуризме в женском Лицеум-клубе (Lyceum Club for Women), а в 1912 году лондонская галерея Саквилл становится вторым местом, где расположилась большая футуристическая передвижная выставка.
В 1914 году несколько английских художников, среди которых были Перси Уиндхем Льюис, Лоуренс Аткинсон, Дэвид Бомберг и поэт Эзра Паунд, создают художественное объединение, основанное на понимании решающей роли индустриального процветания и мегаполисов в будущем европейской цивилизации. Печатным органом этого художественного направления, просуществовавшего 2 года, был выпускавшийся Льюисом журнал Blast, выходивший дважды — в июле 1914 и в июле 1915 года. Паунд был идейным вдохновителем течения.
Вортицизм боролся с реалистическими тенденциями в живописи, отрицал моральный аспект искусства и настаивал на автономности каждого художественного творения. Кроме этого, вортицисты были антагонистами французской художественной школы и считали себя представителями нордического английского искусства. По их мнению, в духе современности чувствовался особый ритм, рождённый ураганом перемен. В то же время вортицисты видели всеобщий прогресс не в скоростных измерениях новых автомобилей и самолётов, а в изменении функциональных структур и внутренней организации общества. Свои работы представители вортицизма рассматривали как свой спор с современной индустриальной цивилизацией, в которой человек чувствует себя пленённым огромными городами и массовыми продукционными производствами. Преклонение перед механическим движением, практикуемое итальянскими футуристами, вортицисты отклоняли как сентиментальный романтизм. Вортицизм как художественное течение угас ко времени окончания Первой мировой войны.

## Наиболее известные художники-вортицисты
- Дэвид Бомберг
- Джессика Дисмор
- Джейкоб Эпстайн
- Анри Годье-Бжеска
- Элвин Лэнгдон Кобурн (фотограф)
- Перси Уиндхем Льюис
- Эзра Паунд
- Уильям Робертс
- Эдуард Уодсворт
- Дороти Шекспир